# ابرار کاراکورت
ابرار کاراکورت (انگلیسی: Ebrar Karakurt؛ زادهٔ ۱۷ ژانویهٔ ۲۰۰۰) بازیکن والیبال اهل ترکیه است.